# Johannes Neukom
Johannes Neukom (* 19. August 1921 in Rafz; † 8. Januar 2008; heimatberechtigt in Rafz) war ein Schweizer Agrikulturchemiker und Professor an der ETH Zürich.

## Leben
Johannes Neukom studierte an der Abteilung für Chemie an der ETH Zürich. Er schloss 1949 mit einem Doktorat in Kolloidchemie bei Professor Pallmann ab. Von 1949 bis 1955 arbeitete er als Forschungschemiker in der Industrie in Chicago und in Weinfelden. Im Jahr 1955 kehrte er an die ETH Zürich zurück und war als Oberassistent am damaligen Agrikulturchemischen Institut tätig. Er habilitierte sich 1962 auf dem Gebiet der Chemie landwirtschaftlicher Produkte.
1963 erfolgte die Beförderung zum ausserordentlichen Professor. 1965 wurde er zum ordentlichen Professor für Agrikulturchemie ernannt. Von 1968 bis 1970 war er Vorsteher der Abteilung für Landwirtschaft. In den Jahren 1984 bis 1986 leitete er das Institut für Lebensmittelwissenschaft. Im Oktober 1986 trat er in den Ruhestand.

## Forschung
Neukoms Forschungsarbeiten umfassten die Chemie, Technologie und Enzymologie von Polysacchariden inklusive Ballaststoffen in der Nahrung. Er erforschte die Chemie und Technologie von Getreide- und Obstprodukten sowie chemische Veränderungen während der Verarbeitung von Lebensmitteln.
Neben seiner Forschungstätigkeit unterrichtete Neukom die Studierenden der forstwirtschaftlichen, landwirtschaftlichen und lebensmitteltechnischen Studienrichtungen der ETH Zürich.

## Mitgliedschaften
- Schweizerische Stiftung zur Förderung der Ernährungsmittelforschung
- Eidgenössische Lebensmittelbuch-Kommission
- American Chemical Society
- American Association of Cereal Chemistry

## Schriften oder Publikationen (Auswahl)
- Studien über das Geliervermögen von Pektinstoffen und anderen hochmolekularen Polyoxyverbindungen. Juris-Verlag, Zürich 1949.